# Jean-Alexandre Allais
Pour les articles homonymes, voir Allais.
 (juin 2025).
Jean-Alexandre Allais, né à Paris le 17 juin 1792 et mort à Paris le 9 novembre 1850, est un graveur français. 
Fils de Louis-Jean Allais et d'Angélique Briceau, graveurs tous les deux, il est l'élève de Jacques-Louis David et, pour la gravure, d'Urbain Massard et de Jean-Baptiste Fosseyeux, dont il épouse la fille.
Graveur au burin et en manière noire, « Jean-Alexandre apprit [...] la gravure comme il apprit à parler. » (Bénézit). 
Il exposa aux Salons de 1819, 1822, 1824, 1827, 1831, 1833, 1834, 1835, 1836, 1837, 1838, 1839, 1840, 1841, 1842, 1843, 1844, 1845, 1846, 1848.

## Conservation de ses œuvres
- Le Rêve du bonheur, gravure sur papier, 15 x 21 cm, Gray, musée Baron-Martin.

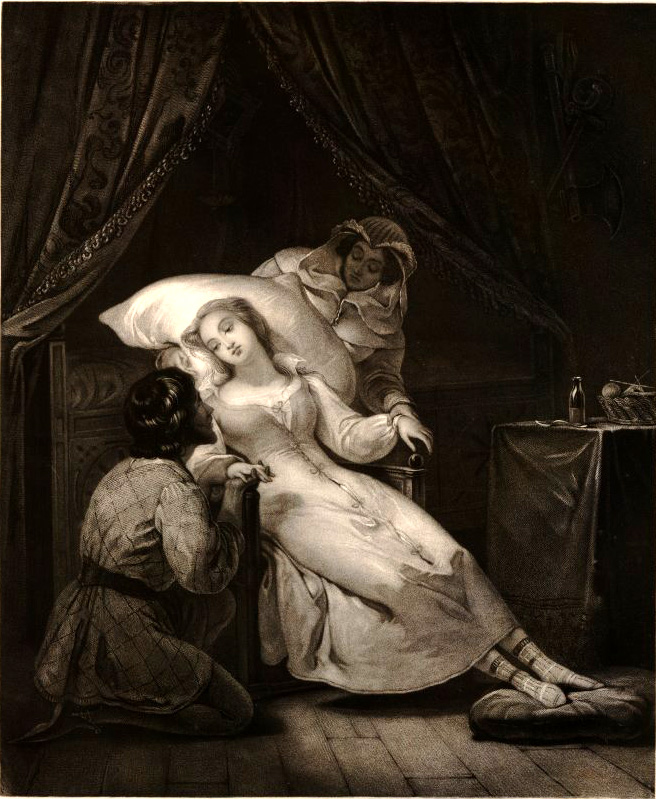
La jolie fille de Perth, manière noire de Jean-Alexandre Allais d'après Henri Frédéric Schopin.
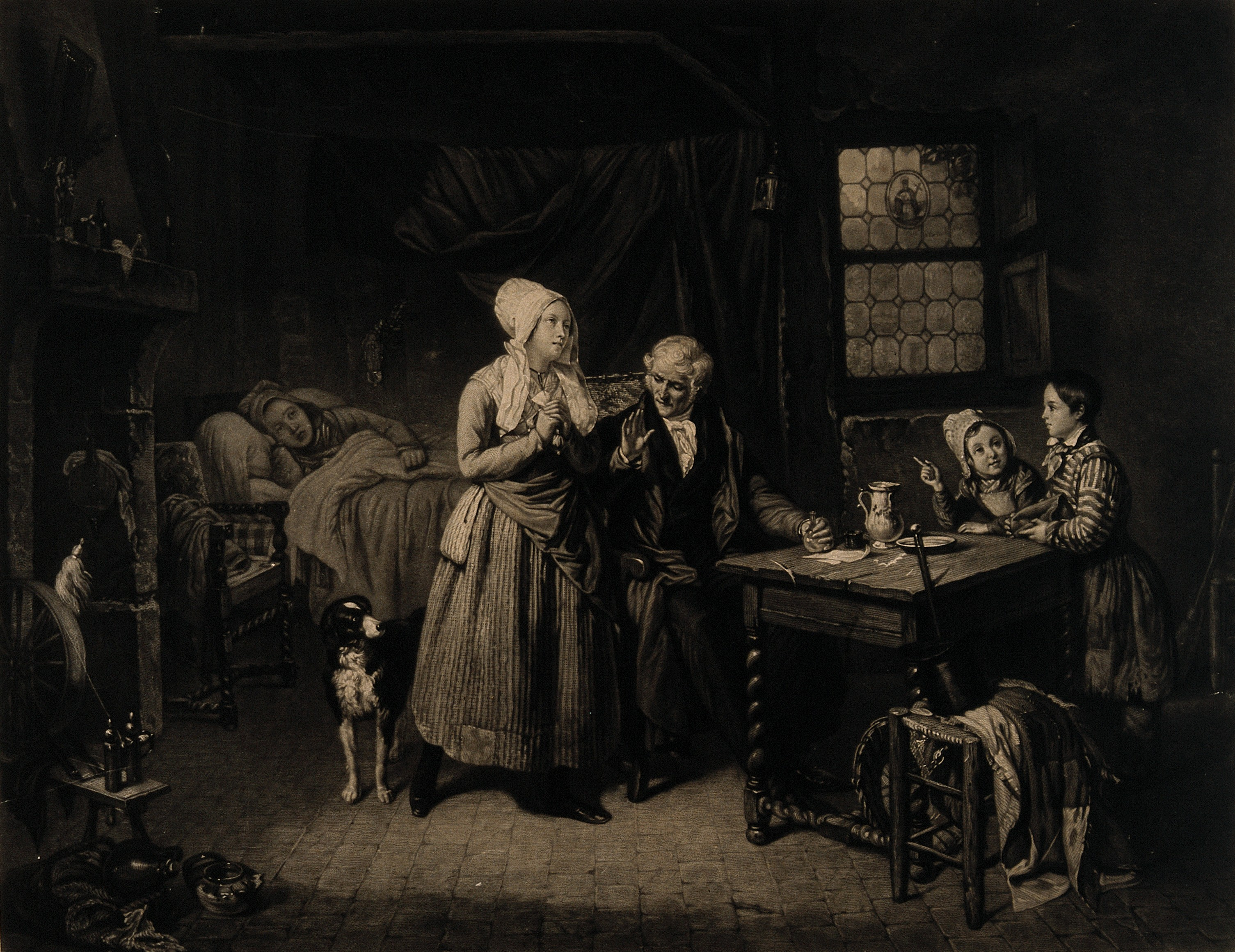
Un médecin de campagne réconfortant la mère d'un enfant malade, manière noire de Jean-Alexandre Allais d'après Pierre Duval Le Camus.
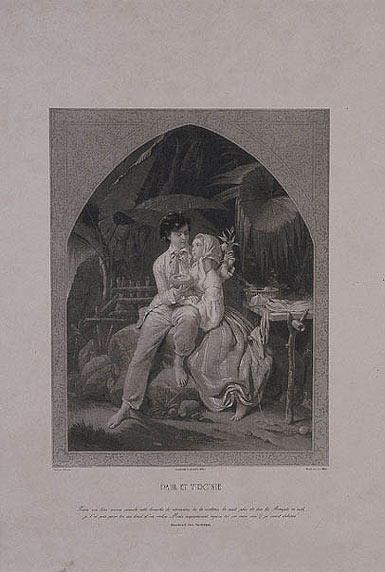
Paul et Virginie, lithographie de Pierre-Auguste Lamy d'après une gravure de Jean-Alexandre Allais pour illustrer Paul et Virginie.
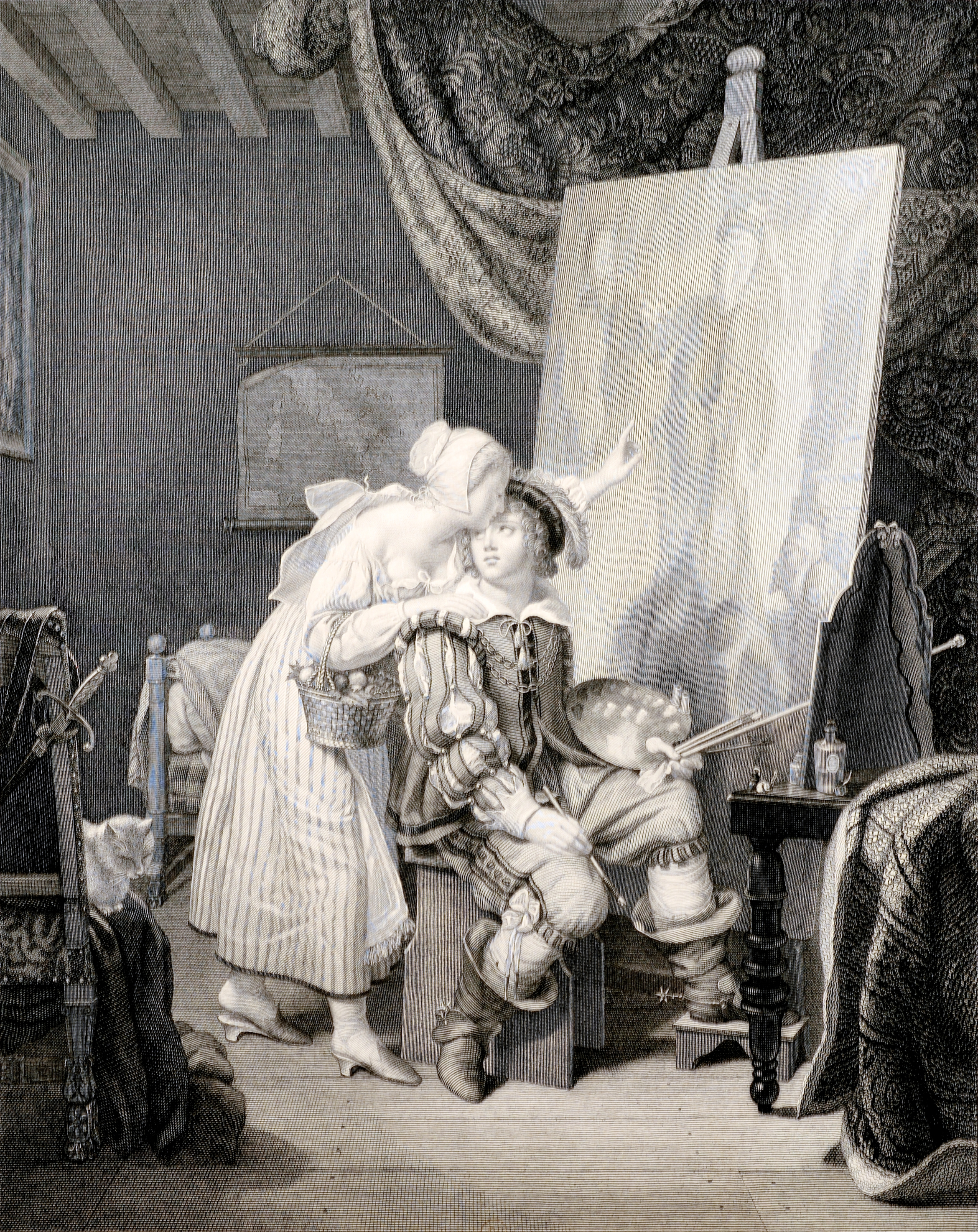
Van Dyck peignant son premier tableau, burin et eau-forte, par Jean-François Ribault et Jean-Alexandre Allais, d'après Jean-Louis Ducis.
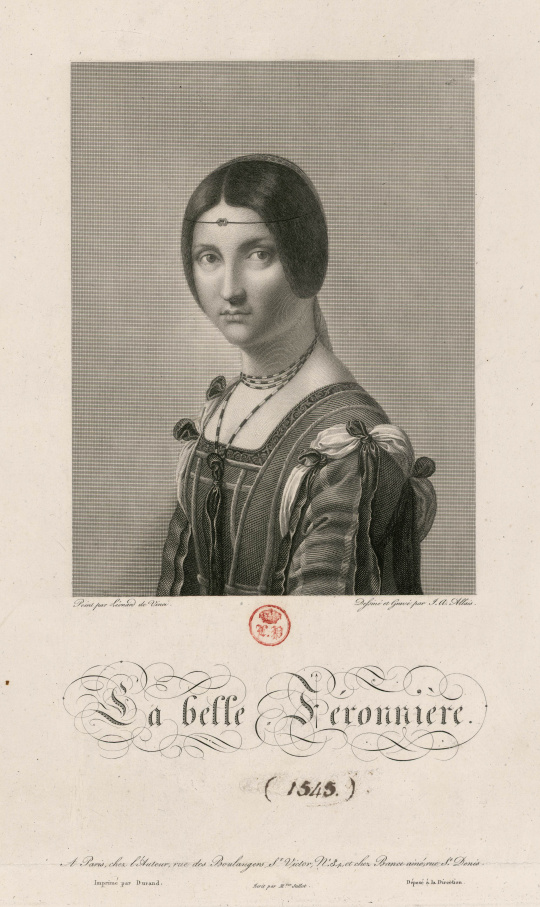
La belle ferronnière, burin de Jean-Alexandre Allais d'après Léonard de Vinci.